# Kolvi-Höhlenkloster

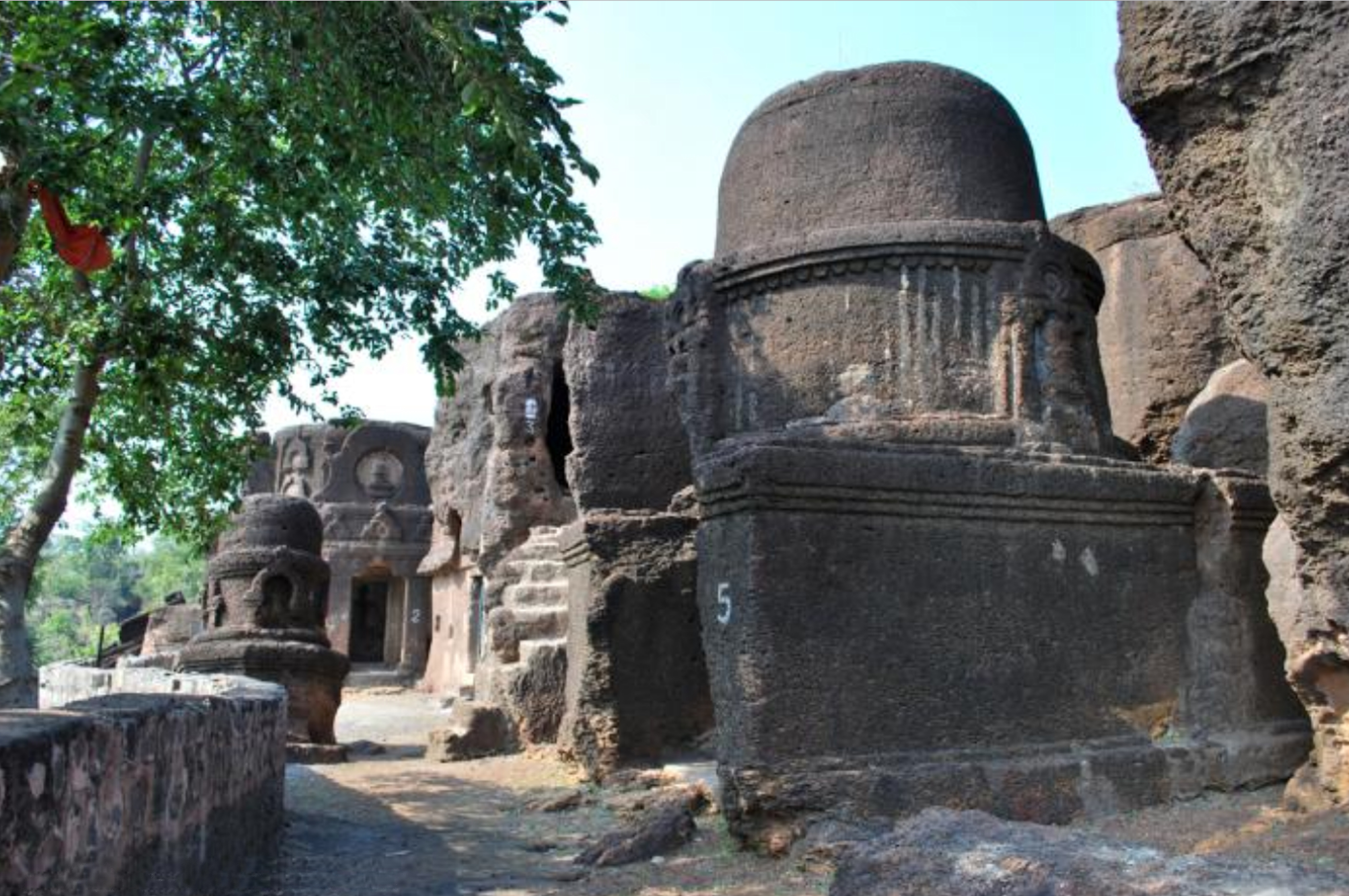
Kolvi-Höhlenkloster

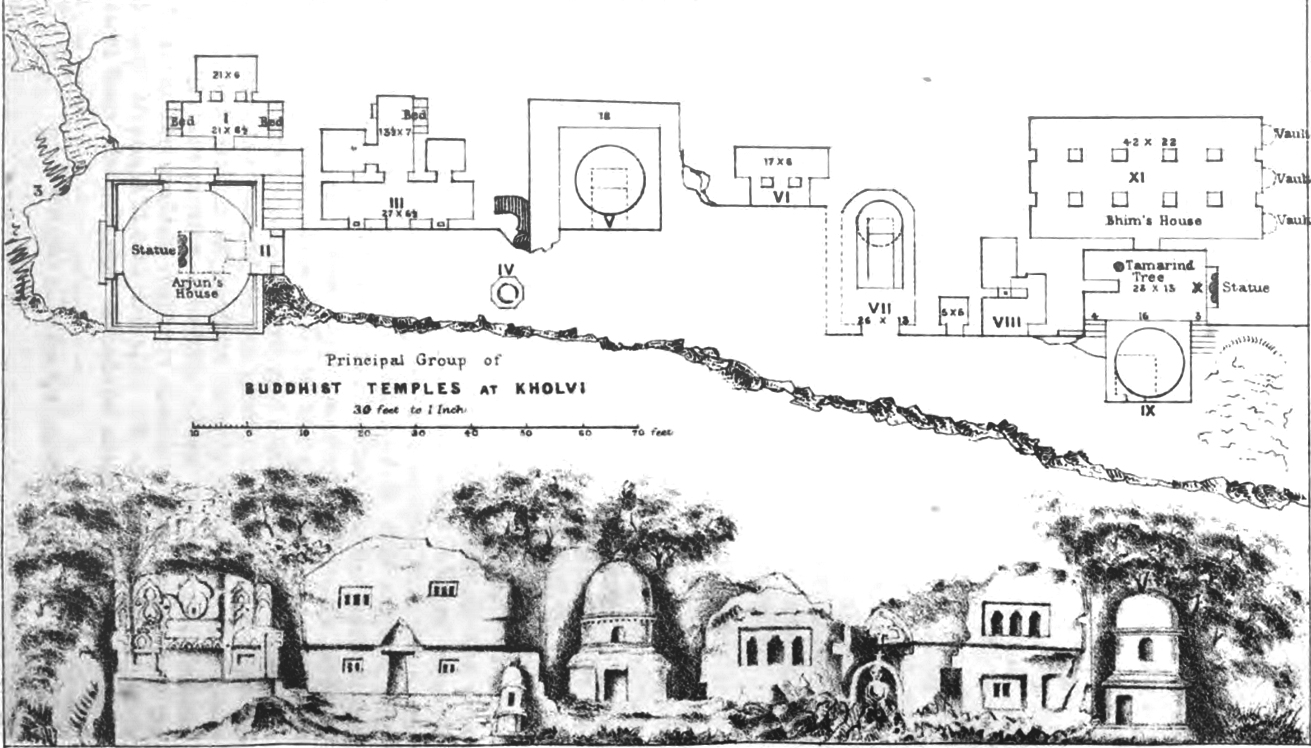
Grund- und Aufriss des Klosterbezirks (1871)

Das Kolvi-Höhlenkloster ist ein buddhistisches Höhlenkloster im Distrikt Jhalawar im Südosten des indischen Bundesstaats Rajasthan.

## Lage
Das Kolvi-Höhlenkloster liegt gut 3 km (Fußweg) östlich des Dörfchens Kolvi bzw. ca. 10 km nördlich von Dag im südöstlichen Zipfel Rajasthans nahe der Grenze zum Bundesstaat Madhya Pradesh in einer Höhe von ca. 450 m. Die nächstgelegene Großstadt ist Mandsaur (ca. 100 km Fahrtstrecke westlich); der nächste Bahnhof befindet sich in der Stadt Bhawani Mandi (ca. 50 km nördlich).

## Geschichte
Das aus ca. 50 durchnummerierten Bauten bestehende Kolvi-Höhlenkloster vermittelt – anders als die an einem alten Handelsweg gelegenen Höhlenklöster in den Westghats (z. B. Kondana, Bhaja, Bedsa und Karli) – den Eindruck einer kleinen regionalen Pilgerstätte, mit deren Bau im 2. oder 3. Jahrhundert begonnen worden sein dürfte; im 8. oder 9. Jahrhundert (vielleicht schon früher) wurde die komplette Anlage aufgegeben.

## Architektur
Der hier natürlich anstehende Stein wird als Laterit bezeichnet und zeigt starke Verwitterungsspuren. Die apsidial geformte Chaitya-Halle, das eigentliche religiöse Zentrum der Anlage, ist vergleichsweise klein (ca. 8,50 m tief und ca. 5,80 m breit). Weitere Bauten, vor allem Wohnhöhlen (viharas), wurden später hinzugefügt und auch die zahlreichen Votivstupas stammen aus späterer Zeit.

## Skulptur
Es gibt nur wenige Skulpturen im gesamten Klosterbereich, darunter drei Reliefstatuen des sitzenden Buddha sowie eine des stehenden und mehrere Chaitya-Fenster (chandrasalas). Die Buddha-Bildnisse sind ein Hinweis auf eine vergleichsweise späte Bau- und Nutzungszeit des Klosters.

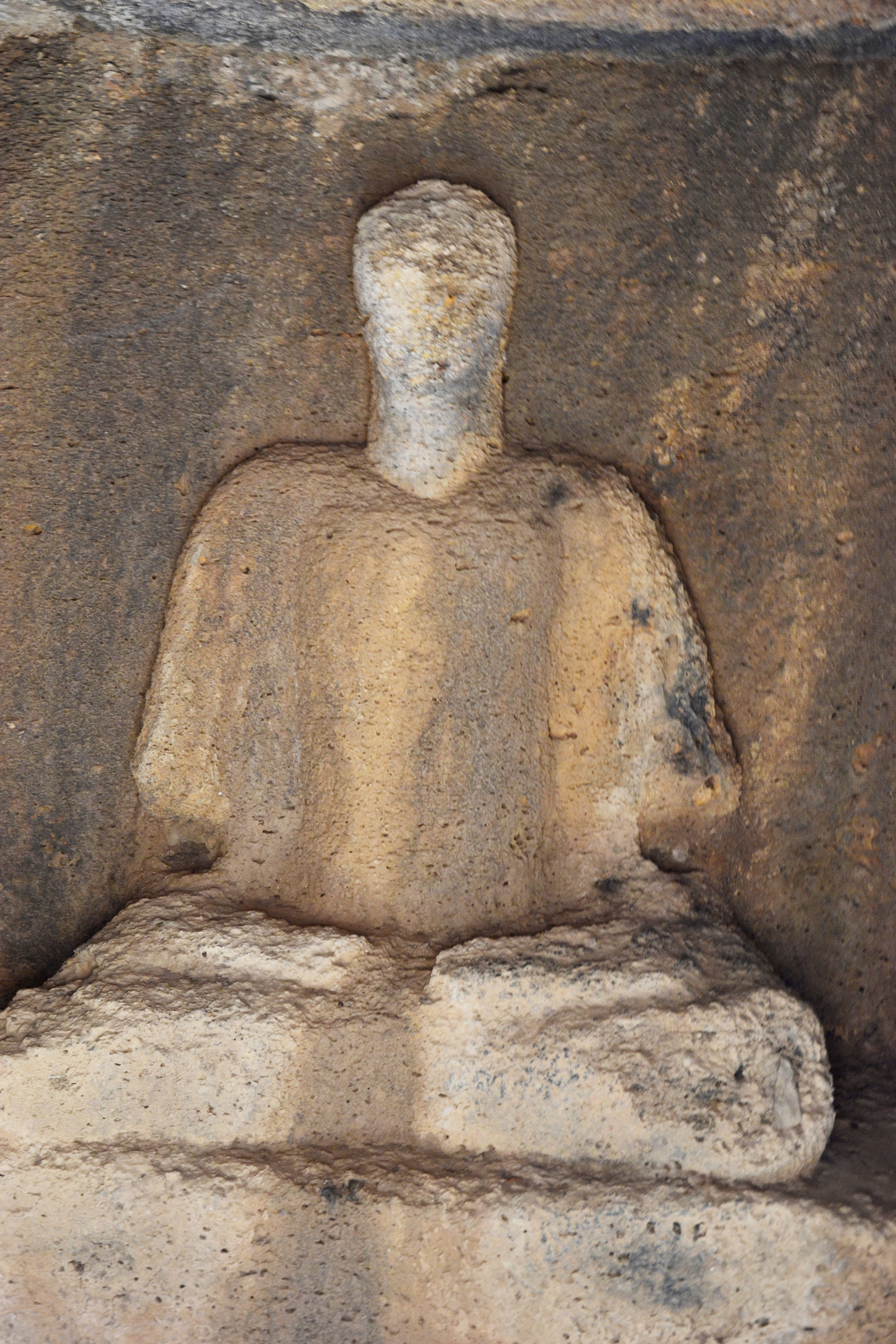
Buddha im Lotossitz
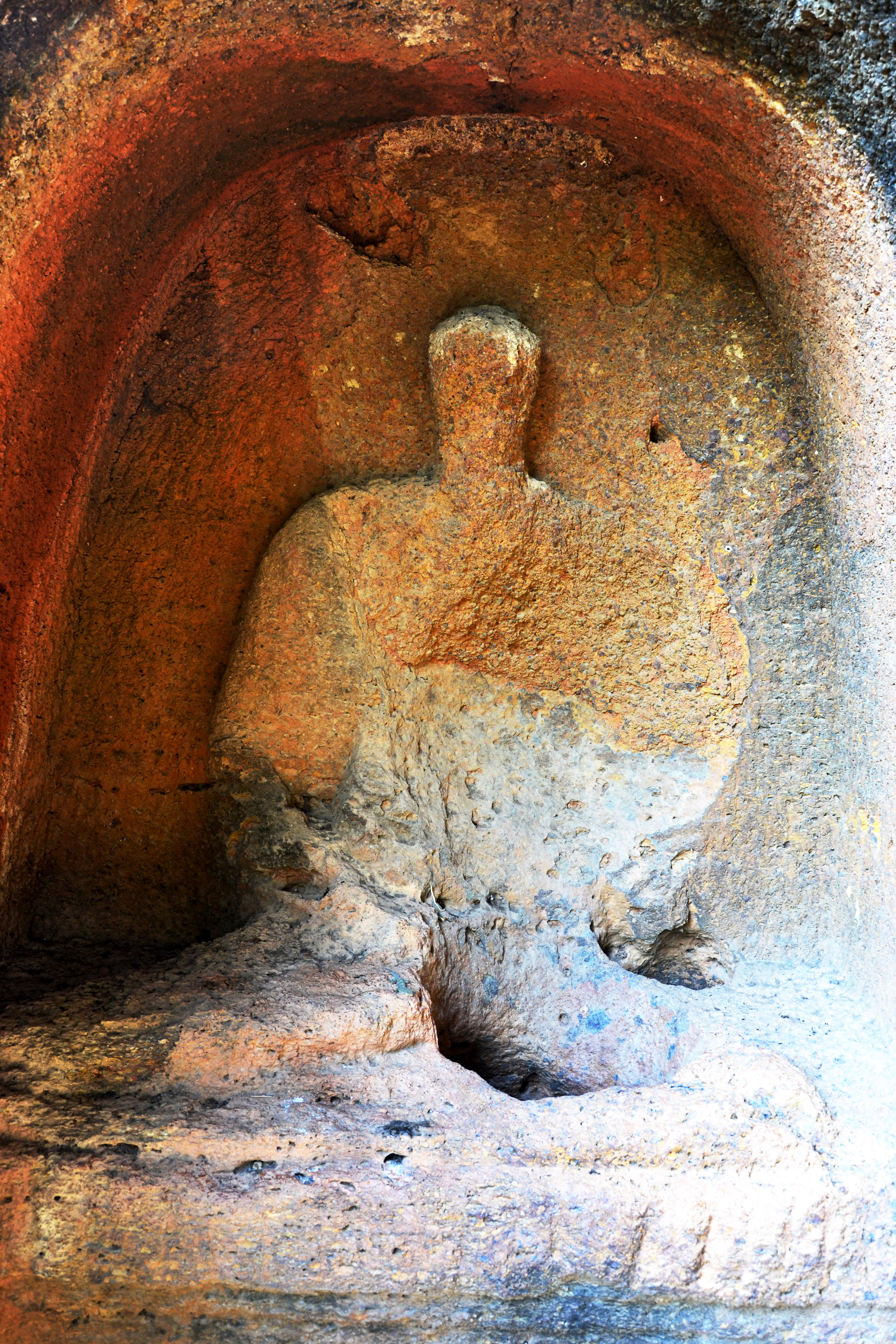
dto.
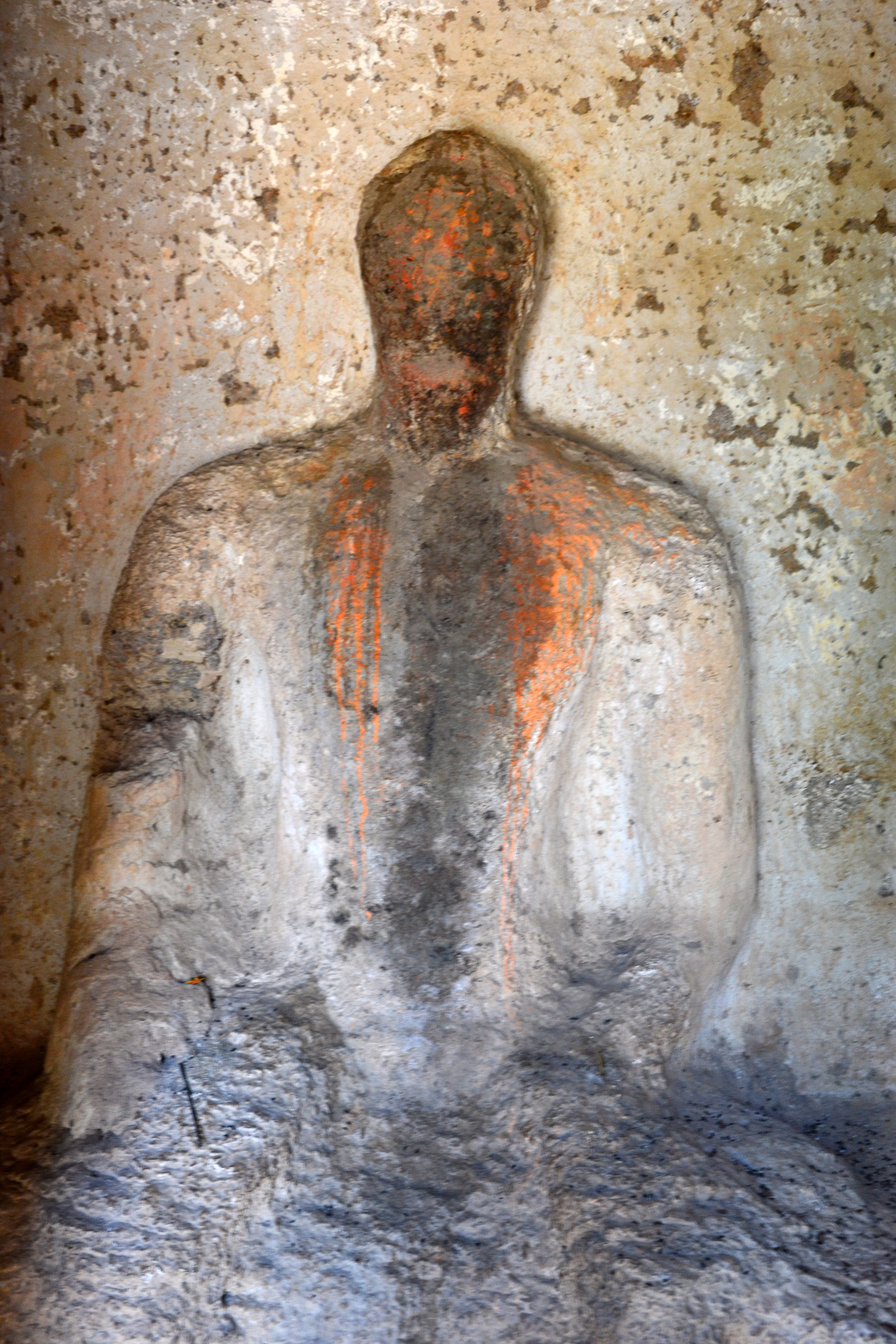
dto.
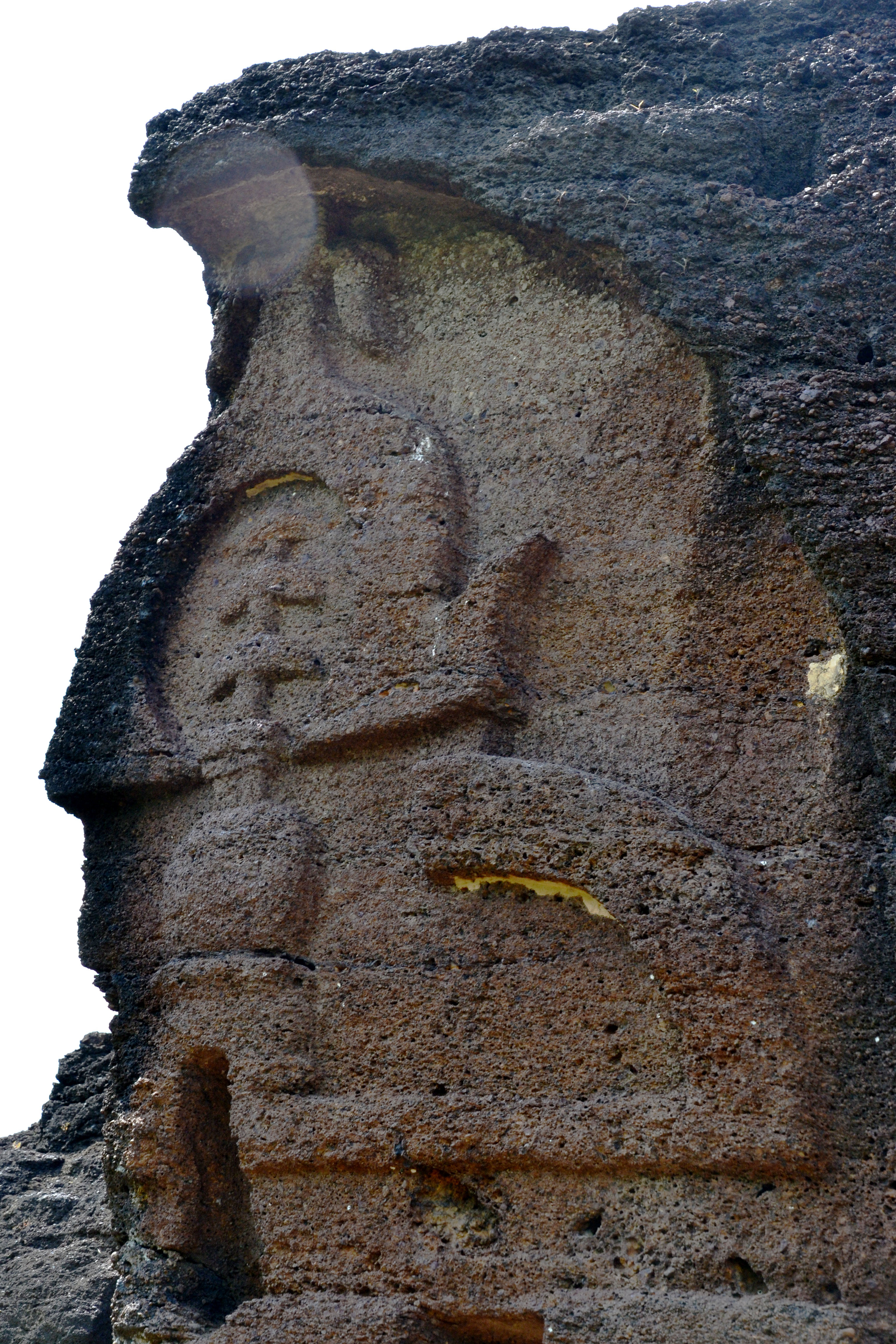
Wandrelief mit Chaitya-Fenster
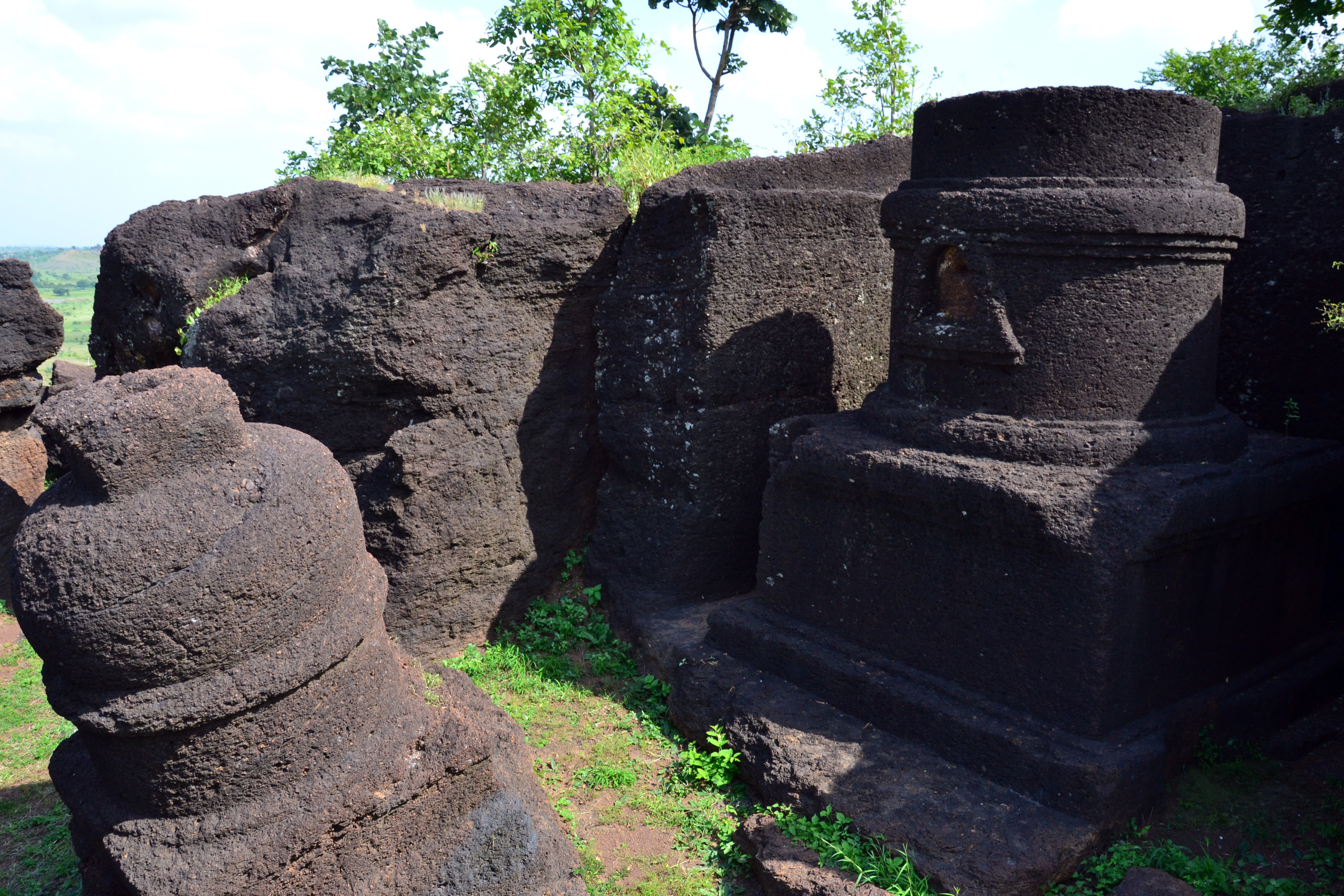
Votivstupas